# Orange Warsaw Festival
Het Orange Warsaw Festival is een jaarlijks Pools muziekfestival. De eerste editie vond plaats in 2008. Sinds 2010 wordt het festival op televisie uitgezonden door TVN. In mei 2013 verhuisde het festival naar het Nationaal Stadion. De editie van 2014 vond plaats van 13 tot en met 15 juni 2014 in het Nationaal Stadion met als headliners Kings of Leon en Queens of the Stone Age (beide vrijdag de 13e), Florence and the Machine (zaterdag de 14e) en David Guetta en Kasabian (beide zondag de 15e). Sinds 2015 vindt het festival plaats op het racecircuit van Służewiec. Talrijke internationale artiesten traden al op het festival.

## Line-ups
Een overzicht van de hoofdacts van de voorbije jaren:
| Dag  | Data      | Hoofdacts                                                                                                 |
| ---- | --------- | --- |
| 2025 | 30-31 mei | Chappell Roan, Jamie XX, Loreen, Charli XCX, Michael Kiwanuka, ...                                        |
| 2024 | 7-8 juni  | The Prodigy, Nicki Minaj, Skepta, Yungblud, Troye Sivan, Jessie Ware, Jungle, ...                         |
| 2023 | 2-3 juni  | Thirty Seconds to Mars, The Kid Laroi, Zara Larsson, AURORA, Martin Garrix, Ellie Goulding, The 1975, ... |
| 2022 | 3-4 juni  | Charli XCX, Tyler, the Creator, Foals, Stormzy, Florence and the Machine, Sigrid,...                      |
| 2019 | 3-4 juni  | Miley Cyrus, Troye Sivan, Miles Kane, The Raconteurs, Rita Ora, Marshmello,...                            |
| 2018 | 1-2 juni  | LCD Soundsystem, Sam Smith, Dua Lipa, Florence and the Machine, Taco Hemingway, Tyler, the Creator,...    |